# Ceru-Băcăinți
Ceru-Băcăinți é uma comuna romena localizada no distrito de Alba, na região histórica da Transilvânia. A comuna possui uma área de 49.50 km² e sua população era de 305 habitantes segundo o censo de 2007.